# Mamute-ancestral
O mamute-ancestral (Mammuthus meridionalis) ou mamute do sul foi uma espécie de mamute que viveu na Europa e Ásia central, durante o pleistoceno inferior, há cerca de 2,5 milhões a 1,5 milhões de anos.

## Evolução

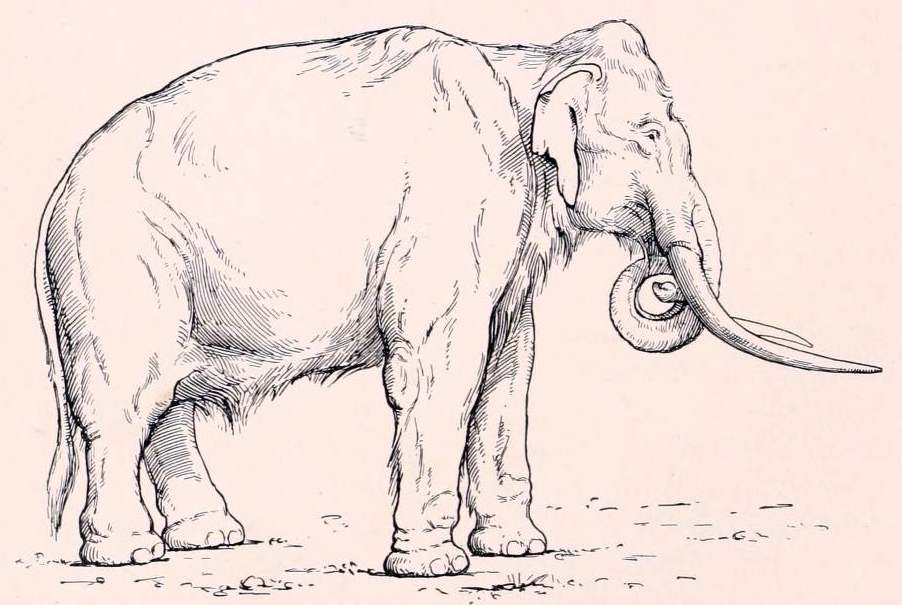
Representação artística de um mamute ancestral.

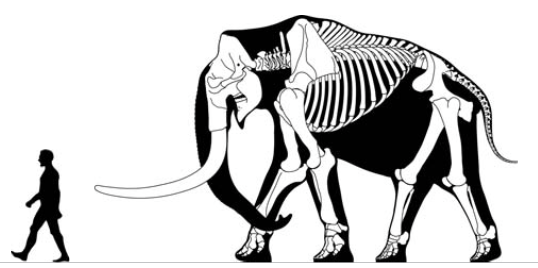
esqueleto de um mamute ancestral em comparação com um humano.

Os primeiros membros conhecidos da ordem proboscídea, clado que inclui os elefantes modernos, surgiram há cerca 55 milhões de anos, em torno do Mar de Tethys, um grande oceano extinto da era mesozoica, localizado entre os continentes antigos de Laurasia e Gondwana, antes do surgimento dos oceanos indico e atlântico. Os parentes vivos mais próximos dos proboscídeos são os membros da ordem sirenia (peixes-boi e dugongos) e os hyraxes (uma ordem de pequenos mamíferos herbívoros). A família Elephantidae surgiu a 6 milhões de anos, na África, e incluí os elefantes atuais e os mamutes. Muitos clados agora estão extintos, como os Mastodontes (Mammut), que são parentes distantes dos mamutes, e parte de uma família separada que se divergiu a 25 milhões de anos. 
Uma vez que são conhecidos diversos restos de várias espécies de mamutes e de várias localidades, é possível reconstruir a história evolutiva do gênero através de estudos morfológicos. As espécies de mamíferos podem ser identificadas a partir de cristais de esmalte em seus molares: as espécies primitivas tiveram poucos cristais mais o número aumentou gradualmente à medida que novas espécies evoluíram para se alimentar de alimentos mais abrasivos. As coroas dos dentes tornaram-se mais profundas e o crânio tornou-se maior e mais alto para acomodar melhor os dentes. Ao mesmo tempo, o crânio tornou-se mais curto de frente para trás para minimizar o peso da cabeça.
Os primeiros membros conhecidos do gênero mammuthus são as espécies africanas M. subplanifrons do plioceno e o M. africanavus do pleistoceno. O primeiro é pensado para ser o antepassado das espécies posteriores. O mamute entrou na Europa há cerca de 3 milhões de anos. O primeiro mamute europeu foi chamado de M. rumanus, que se espalhou por toda a Europa e China.
Um estudo em 2015 feito a partir de molares de um mamute confirmou que o M. columbi evoluiu a partir do M. trogontherii, e não do mamute ancestral como anteriormente havia se pensado. Esta afirmação foi confirmada através de um estudo genético feito em 2016 de espécimes de mamutes de América do Norte.

## Descrição

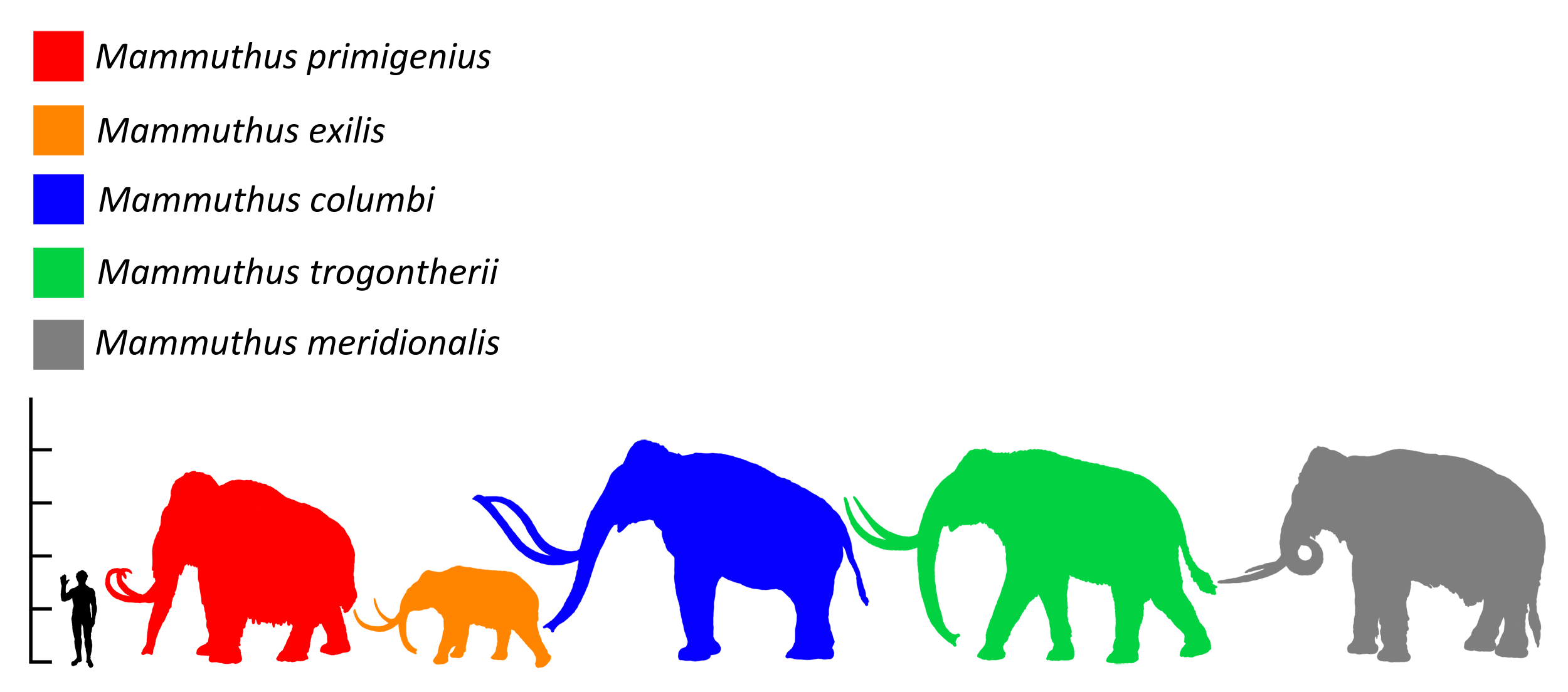
Mamute ancestral (cinza) em comparação com um humano e outras espécies de mamutes.

Com uma altura no ombro de cerca de 4 m e um peso estimado em 10 toneladas, o mamute ancestral foi um dos maiores membros de sua ordem, juntamente com outras espécies de mamutes maiores como mamute-imperial. o Outra estimativa de tamanho os coloca como tendo uma altura de 3,97 m no nível do ombro e um peso de 10,7 toneladas. Eles possuíam grandes presas curvadas feitas de marfim, comum entre os mamutes. Seus molares tinham coroas baixas e um pequeno número de cristais de esmalte, adaptado a uma dieta arborizada de folhas e arbustos; isso indica que eles viviam em climas relativamente quentes, o que torna mais provável a ausência de uma pelagem densa na espécie.

## Distribuição e habitat
As plantas e os fósseis encontrados mostram que o mamute ancestral vivia em climas amenos, ou geralmente mais quente do que a Europa se encontra hoje. Florestas decíduas proporcionava o habitat e fornecia alimento para a espécie, que consistia principalmente de folhas, galhos e cascas de árvore. Atualmente esqueletos completos da espécie podem ser encontrados no museu estadual de Stavropol na Rússia e no museu nacional de L'Aquila na Itália. Também foram descobertos fósseis deles em Israel e na Geórgia, sugerindo que a espécie também poderia viver em habitats parcialmente abertos, como campos e savanas, embora subsistindo com árvores dispersas e arbustos.